# Superbombolla d'Orió-Eridà

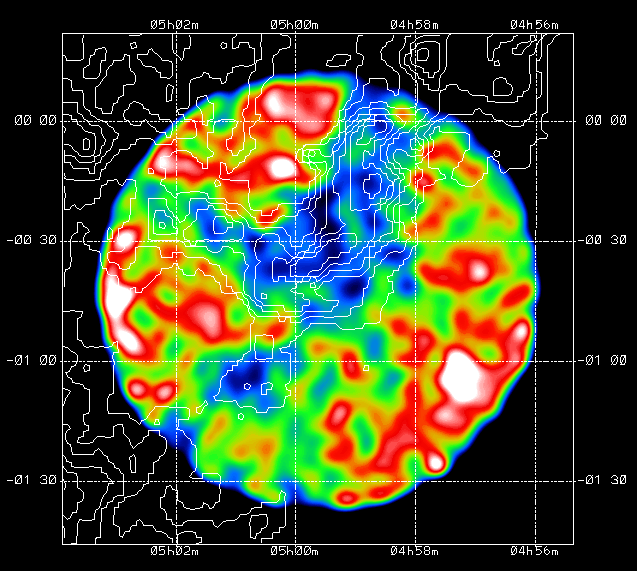
La superbombolla d'Orió-Eridà en radiografies suaus

La superbombolla d'Orió-Eridà és una superbombolla situada a l'oest de la Nebulosa d'Orió. La regió està formada per la superposició dels romanents de supernoves que poden estar associades amb l'associació estel·lar OB1 d'Orió; la bombolla és d'aproximadament de 1.200 anys llum de diàmetre. És la superbombolla més propera a la Bombolla local que conté el Sol, amb els respectius fronts de xoc que són d'uns 500 anys llum de distància.
L'estructura va ser descoberta de 21 cm d'observacions radiofòniques per Carl Heiles en la dècada de 1970.